# Shattered Dreams (singolo)
Shattered Dreams è un brano del gruppo musicale britannico Johnny Hates Jazz, estratto come singolo dall'album di debutto Turn Back the Clock (1988). Scritta dal cantante della band Clark Datchler, la canzone è stata pubblicata nel marzo 1987
Shattered Dreams è entrato nella UK Singles Chart nel marzo 1987 al numero 92, ma ha guadagnato popolarità grazie a un'ampia trasmissione radiofonica e alla rotazione televisiva del video su MTV e ha scalato rapidamente le classifiche, raggiungendo la posizione 5 nel maggio 1987 e trascorrendo tre settimane in quella posizione e un totale di 16 settimane in classifica. Ha anche raggiunto la top 10 in Canada, Irlanda, Norvegia, Svizzera e Germania Ovest.
La canzone ha avuto maggior successo l'anno successivo negli Stati Uniti d'America, dove è stata pubblicata il 16 marzo 1988 con un video musicale alternativo, girato interamente in bianco e nero e diretto da David Fincher, che Datchler in realtà preferiva. Il singolo è stato in cima alla classifica Adult Contemporary di Billboard per una settimana e ha raggiunto il numero due per tre settimane non consecutive nella Billboard Hot 100.
Nel 1990, l'attrice, presentatrice e giornalista spagnola Miriam Díaz Aroca ha cantato una versione in spagnolo con il titolo Merlin ed inserita nell'album per bambini Chicos, l'unica volta che ha debuttato come cantante.
Clark Datchler e il gruppo si sarebbero presto separati e Datchler pubblicò una versione acustica della canzone come traccia del suo singolo solista della Virgin del 1990 Crown of Thorns. Successivamente ha registrato nuovamente una versione più lenta nel suo album del 2007 Tomorrow.
La canzone è stata interpretata dalla boyband Ultra, nel loro album omonimo del 1999; dall'artista di musica house Jaybee nel 2005; dal cantante russo Sergey Lazarev nel 2007; e nel 2009 da Quentin Elias, ex cantante della boy band francese Alliage, e dal vincitore della settima stagione di American Idol David Cook durante il suo tour Declaration.

## Classifiche

### Classifiche settimanali
| Grafico (1987-1988)                 | Posizione massima |
| ----------------------------------- | ----------------- |
| Australia (Kent Music Report)       | 22                |
| Austria                             | 25                |
| Belgio                              | 36                |
| Canadaadultcontemporary             | 4                 |
| Canadatopsingles                    | 6                 |
| Europa (European Hot 100 Singles)   | 15                |
| Germania Ovest                      | 7                 |
| Irlanda                             | 3                 |
| Norvegia                            | 6                 |
| Paesi Bassi                         | 26                |
| Regno Unito                         | 5                 |
| Stati Uniti Cash Box Top 100 single | 3                 |
| Svezia                              | 7                 |
| Svizzera                            | 5                 |
| Billboard hot 100                   | 2                 |
| Billboard adult contemporary        | 1                 |

### Classifiche di fine anno
| Grafico (1987)                                             | Posizione |
| ---------------------------------------------------------- | --------- |
| Europa (European Hot 100 Singles)                          | 65        |
| UK Singles (OCC)                                           | 59        |
| Germania Ovest (Classifiche ufficiali tedesco-occidentali) | 62        |

| Grafico (1988)                                  | Posizione |
| ----------------------------------------------- | --------- |
| Canada Top Singles (RPM)                        | 72        |
| US Billboard Hot 100                            | 26        |
| US Adult Contemporary ("Billboard")             | 27        |
| I migliori 100 singoli statunitensi di Cash Box | 27        |